# Agiez
Agiez est une commune suisse du canton de Vaud, située dans le district du Jura-Nord vaudois.

## Histoire
Agiez est mentionné en 1011 sous le nom in Aziaco. On y découvre un site néolithique (hache à deux tranchants en serpentine) et en 1836 un cimetière burgonde. Rodolphe III, roi de Bourgogne, cède en 1011 des biens au couvent de Romainmôtier. Une nouvelle donation est faite en 1256 par Renaud de Vaumarcus. Agiez est administré au nom du couvent par des métayers. La famille Thomasset, qui fait construire à Agiez une maison seigneuriale, le Château, avec tour hexagonale du XVIe siècle ―, détient la charge de métairie du XVe siècle à 1798 ; la dîme lui est inféodée. Sous le régime bernois, Agiez est rattaché au bailliage et à la châtellenie de Romainmôtier ; la commune est gérée par l'assemblée des communiers. Le village fait partie du district d'Orbe dès 1798.
L'église d'Agiez devient paroissiale au XIVe siècle ; la chaire date de 1646, et son berceau lambrissé de 1687. La cure est construite en 1705. Arnex est filiale d'Agiez après la Réforme. Au XIXe siècle, une importante carrière de pierre de taille est exploitée (100 ouvriers en 1888, fermée en 1914). Le moulin du couvent est mentionné dès 1468 et est en exploitation jusque vers 1825. Agiez est un village agricole et viticole. Le canyon creusé par l'Orbe est aujourd'hui une réserve naturelle (gorges de l'Orbe).

## Géographie
Agiez est située sur un plateau dominant la plaine de l'Orbe.

### Localisation

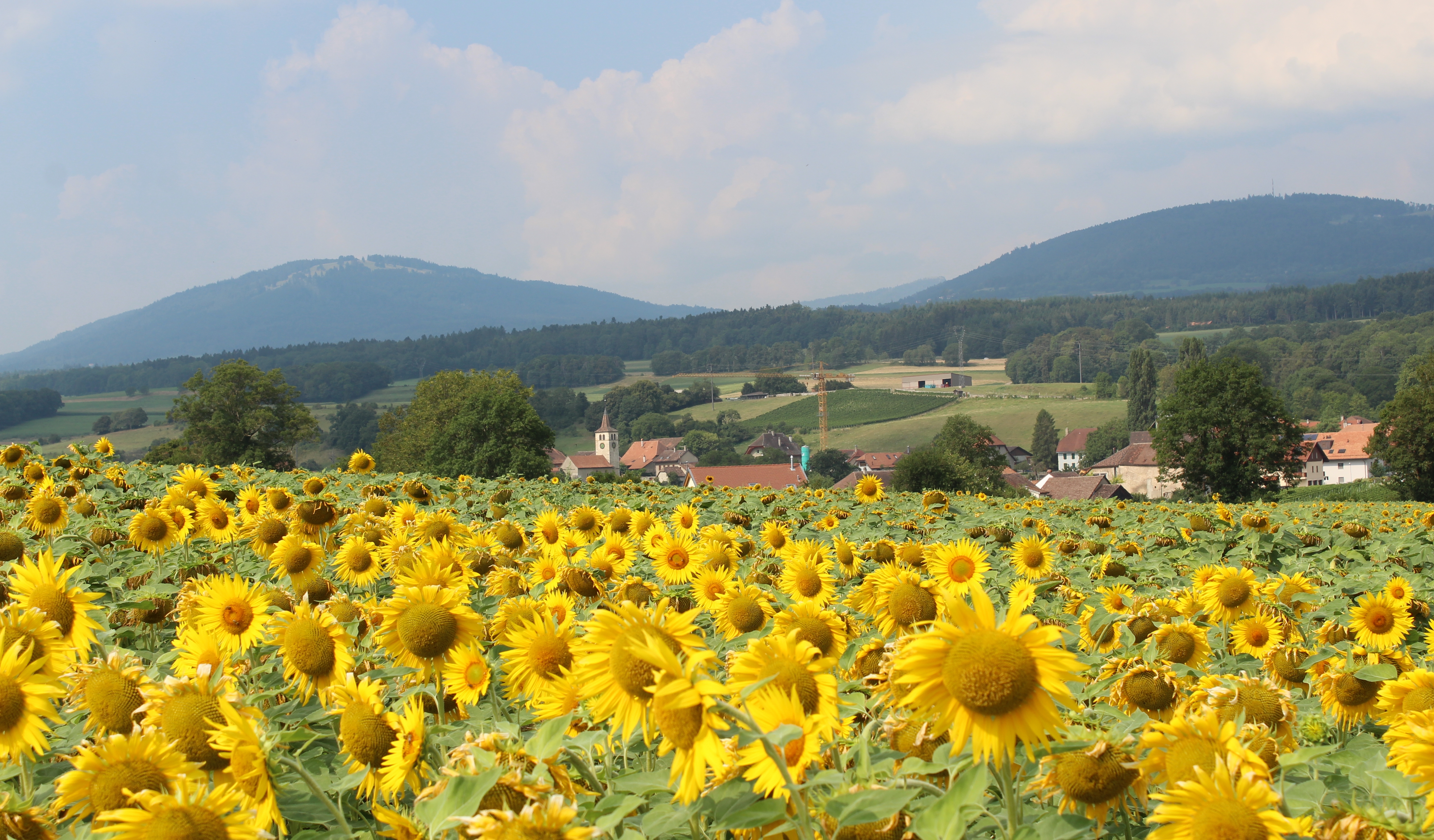
Panorama du village.

## Population et société

### Surnoms
Les habitants de la commune sont surnommés les Ritefailles (lè Rita-Fâïe en patois vaudois), soit les Rôtisseurs-de-Brebis, ou tout simplement les Brebis. Ils sont  quelquefois appelés les Brise-Bouteilles,.
Une légende raconte qu'un jeune pâtre aurait fait sécher dans un four une brebis mouillée par la pluie, ce qui expliquerait le premier surnom.

### Évolution de la population
Agiez compte 379 habitants au 31 décembre 2022 pour une densité de population de 69 hab/km2. Sur la période 2010-2019, sa population a augmenté de 39,8 % (canton : 12,9 % ; Suisse : 9,4 %).  

### Pyramide des âges
En 2020, le taux de personnes de moins de 30 ans s'élève à 38,9 %, au-dessus de la valeur cantonale (35 %). Le taux de personnes de plus de 60 ans est quant à lui de 20,3 %, alors qu'il est de 21,9 % au niveau cantonal.
La même année, la commune compte 177 hommes pour 199 femmes, soit un taux de 47,1 % d'hommes, inférieur à celui du canton (49,1 %).
| Hommes | Classe d’âge | Femmes |
| ------ | ------------ | ------ |
| 0,0    | 90 ans ou +  | 0,0    |
| 5,6    | 75 à 89 ans  | 5,0    |
| 15,3   | 60 à 74 ans  | 14,6   |
| 20,3   | 45 à 59 ans  | 16,1   |
| 23,7   | 30 à 44 ans  | 21,6   |
| 17,5   | 15 à 29 ans  | 17,6   |
| 17,5   | - de 14 ans  | 25,1   |

| Hommes | Classe d’âge | Femmes |
| ------ | ------------ | ------ |
| 0,5    | 90 ans ou +  | 1,4    |
| 6,1    | 75 à 89 ans  | 8,2    |
| 13,3   | 60 à 74 ans  | 14,3   |
| 21,5   | 45 à 59 ans  | 21,2   |
| 22,0   | 30 à 44 ans  | 21,4   |
| 19,6   | 15 à 29 ans  | 18,0   |
| 16,9   | - de 14 ans  | 15,5   |

## Patrimoine

### L'église

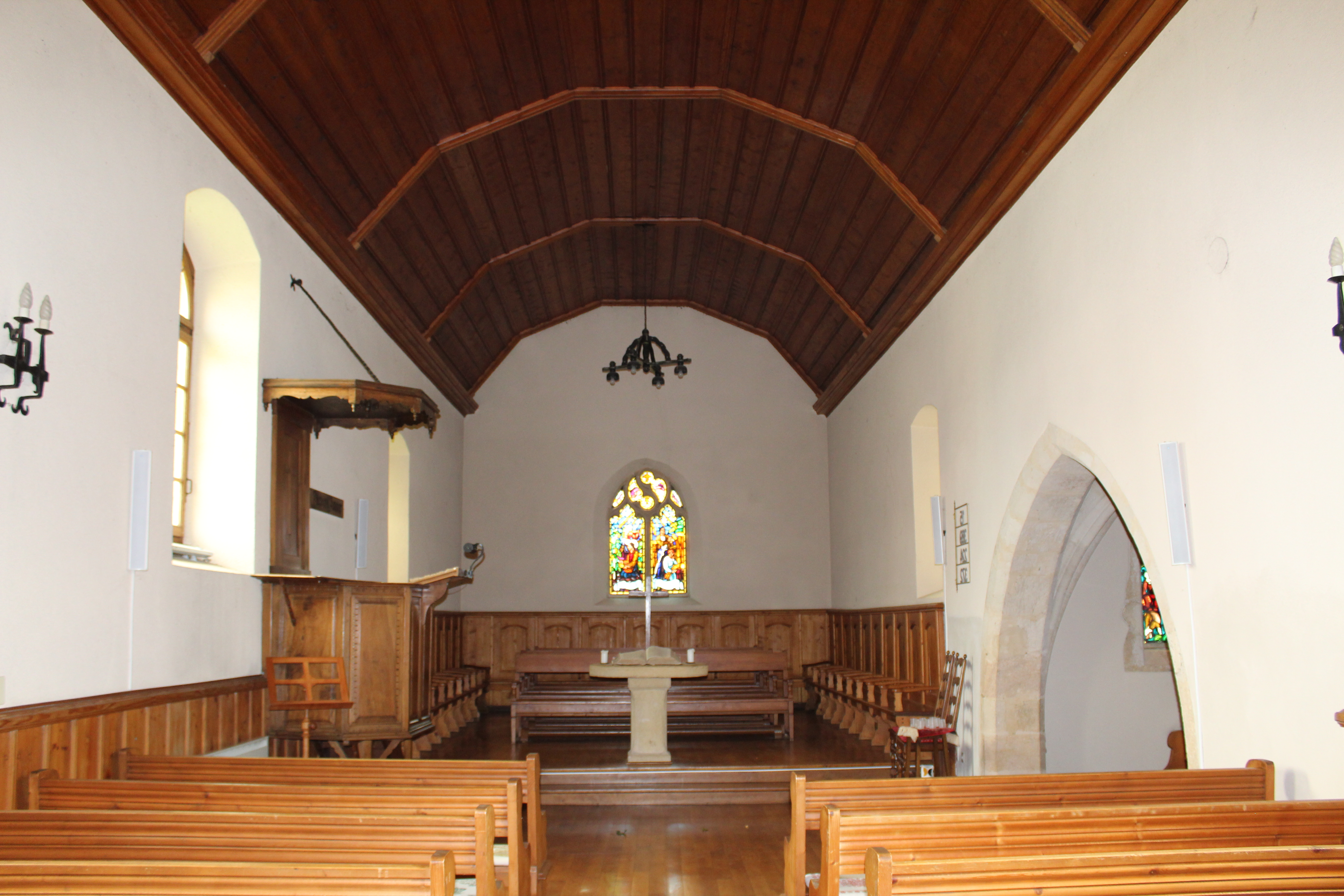
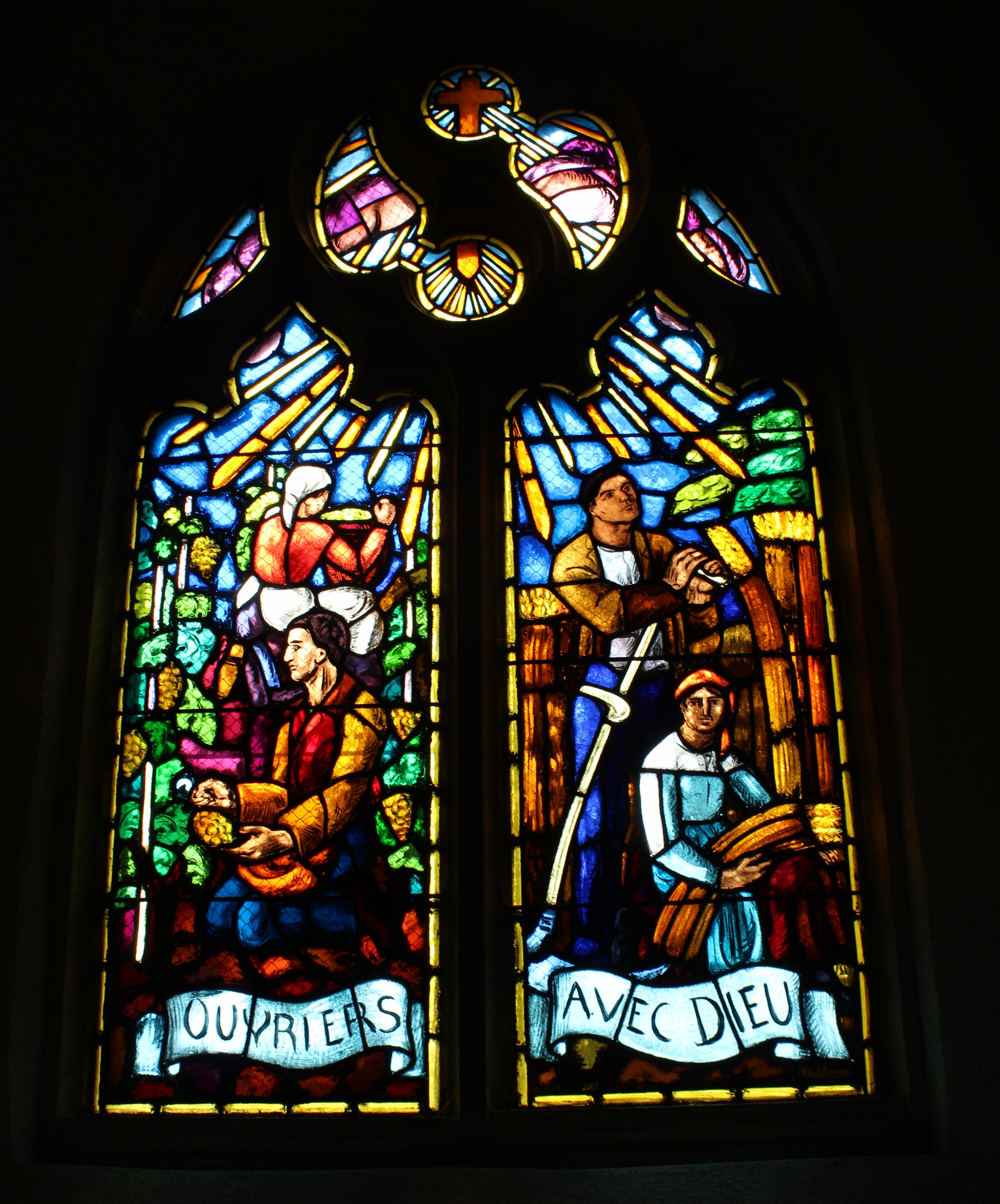
Détail d'un vitrail.
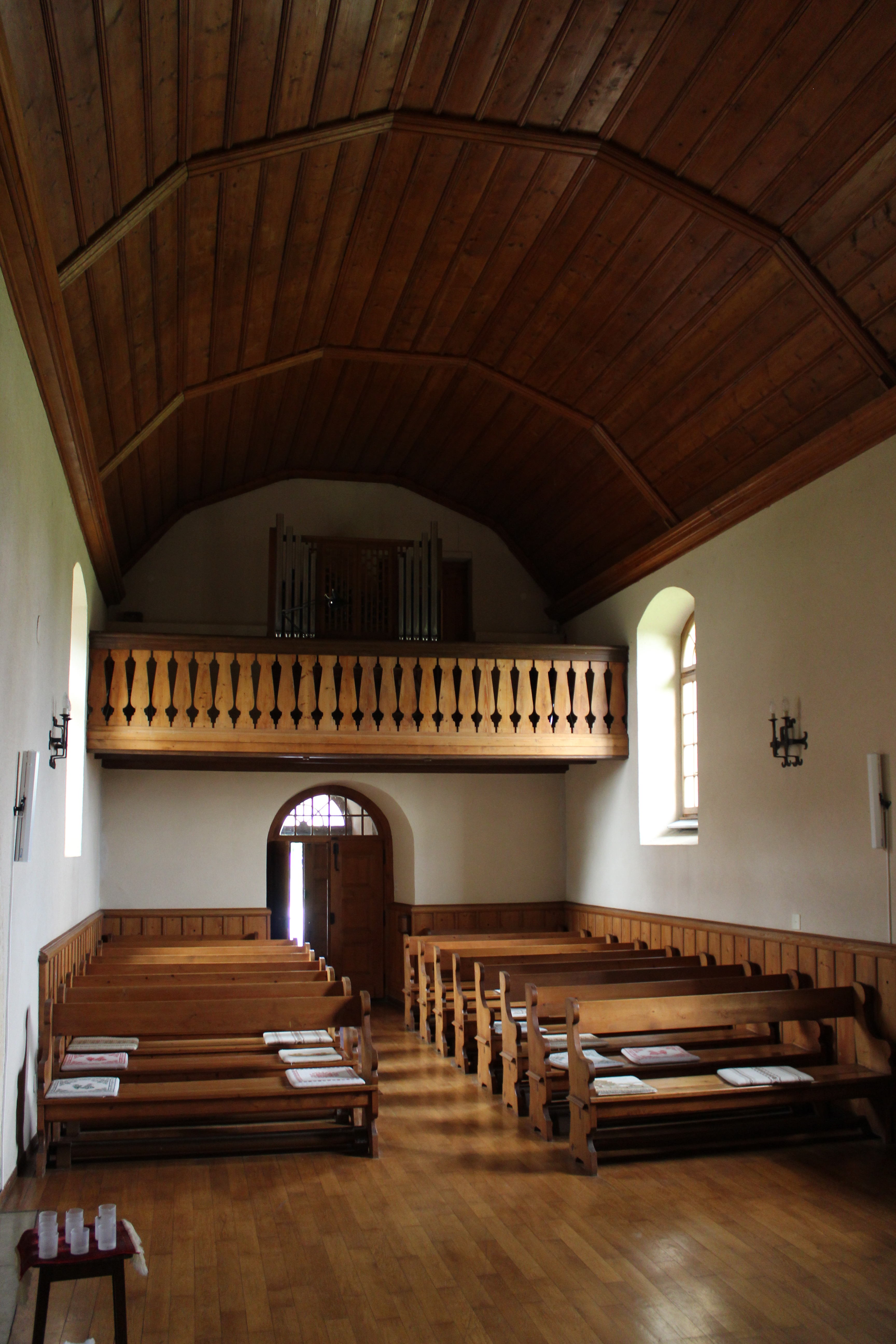
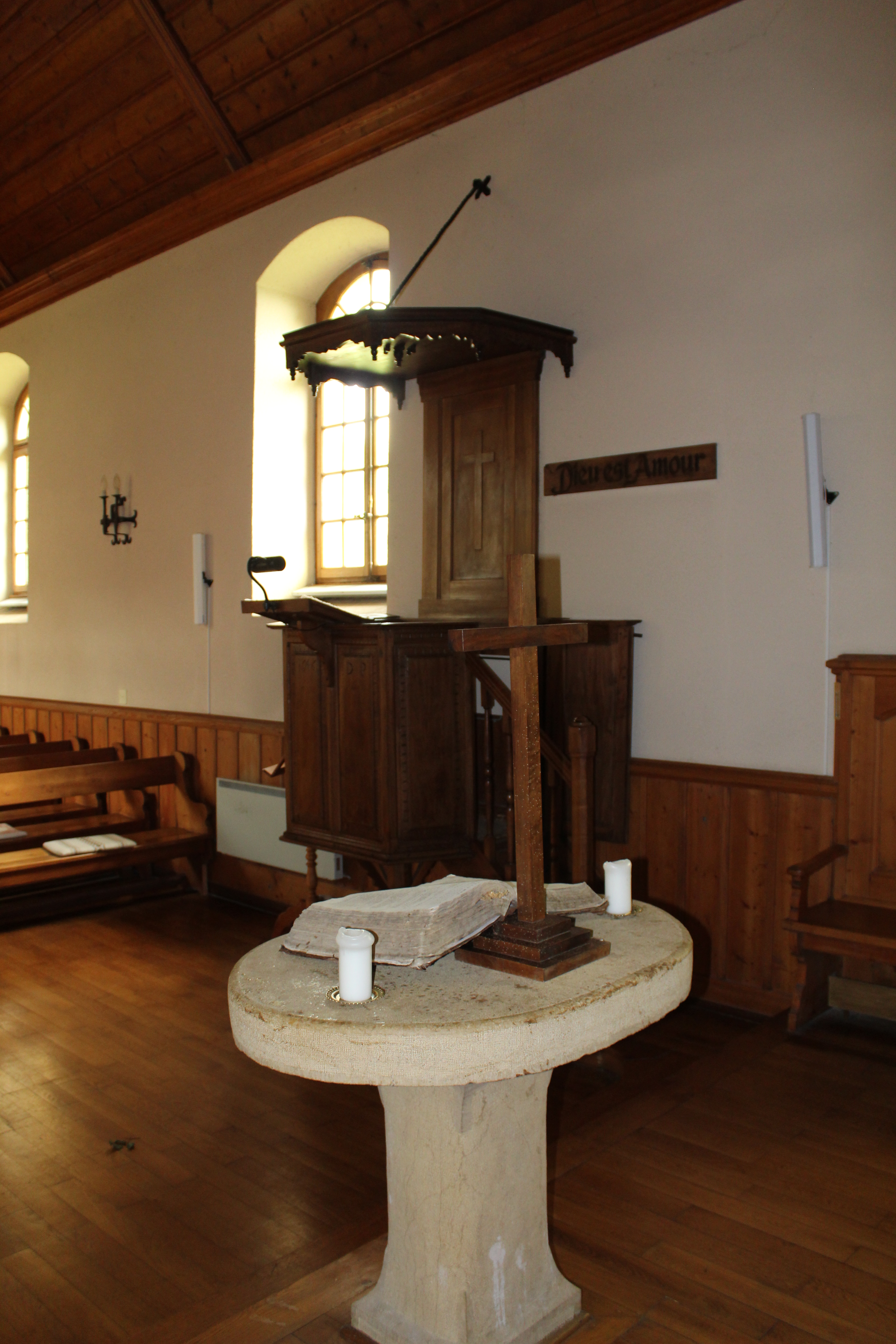
La chaire, datée de 1646, signée D P.

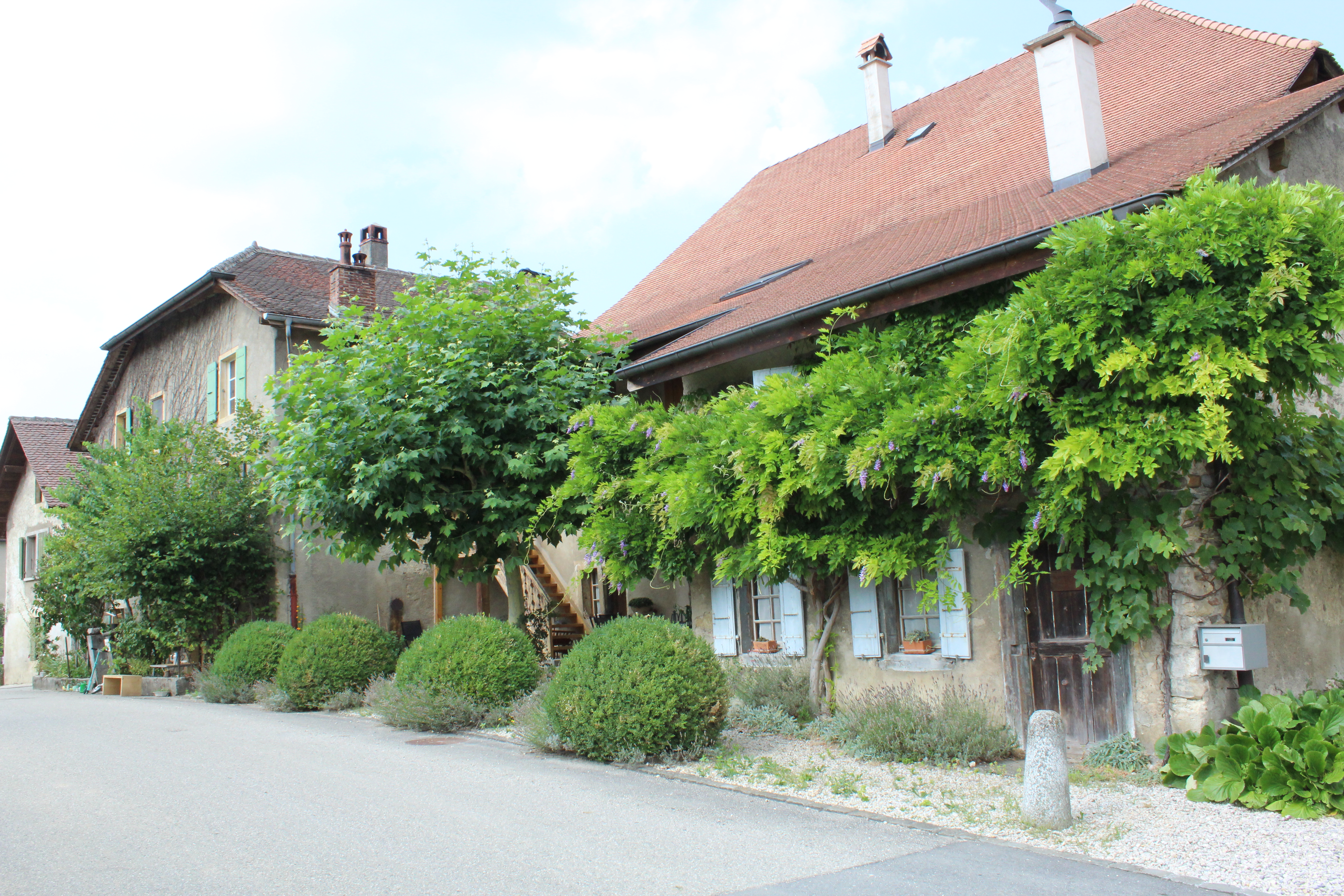
La rue principale.

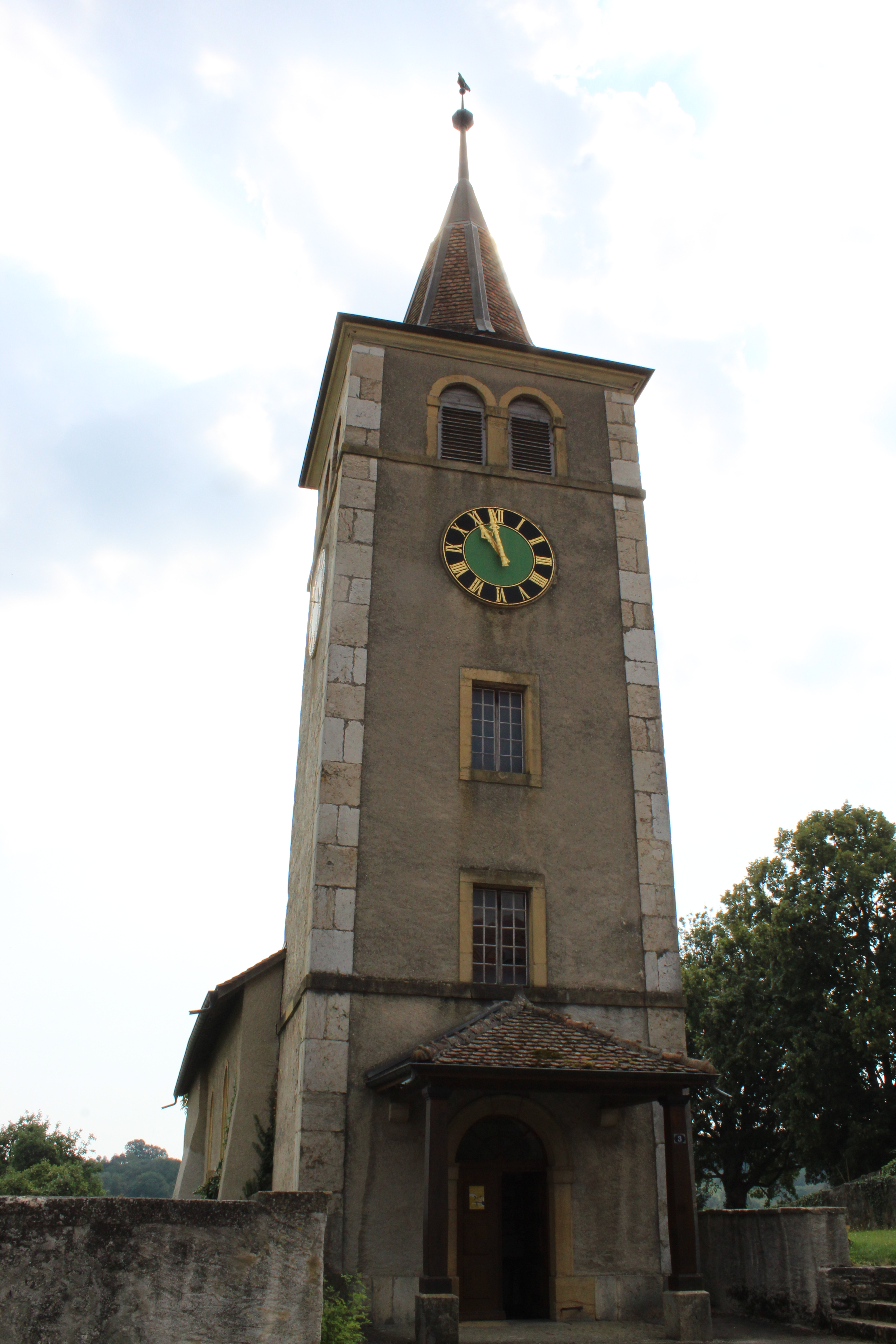
Le clocher.

## Démographie
Agiez compte 19 feux en 1529 puis 207 habitants en 1764, 344 en 1850, 612 en 1900, 249 en 1950, 185 en 1970, 224 en 2000 et 379 au 31 décembre 2022.

## Personnalités
- John Baudraz